# Fotopsis sparganiotis
Fotopsis sparganiotis là một loài bướm đêm trong họ Noctuidae.